# Реформа (Чьяпас)
Реформа (исп. Reforma) — город в Мексике, штат Чьяпас, входит в состав одноимённого муниципалитета и является его административным центром. Численность населения, по данным переписи 2020 года, составила 29 018 человек.

## Общие сведения
Поселение было основано 12 января 1883 года путём объединения нескольких ранчерий: Сантуарио, Риберас-эль-Лимон, Ла-Сейба-дель-Кармен, Трапиче и Макайо; которое получило название Сантуарио-де-ла-Реформа (исп. Santuario de la Reforma) — в знак принятия реформ президента Хуареса.
В 1933 году, при формировании муниципалитета, название города было изменено на Реформа.